# 刘俊威
刘俊威（1976年5月1日—），是已退役的中国足球运动员和现役足球教练，现担任中国国少队教练组组长。

## 球员生涯
刘俊威1997年进入八一队一线名单，当年就获得不少出场机会，逐渐成为八一后防线的主力，1999年还一度入选了国家队集训名单，2003年八一队降级解散后加盟青岛中能。2008年，已经31岁的刘俊威又以租借方式加盟南昌八一，很快又成为后防主将，2009年初最终完成永久转会。刘俊威在八一、青岛和南昌三支球队效力期间都担任过队长。2010赛季结束后，他选择退役。

## 教练生涯
2011年，刘俊威在退役留在南昌衡源担任助理教练兼体能教练，之后随队前往上海并改名为上海申鑫。2015年4月13日，上海申鑫宣布刘俊威取代因战绩不佳不再兼任主教练的郭光琪，成为球队的新任主教练。

## 个人生活
2004年7月25日，刘俊威和中国国家女子篮球队前队长柏华结婚。